# Cachantún

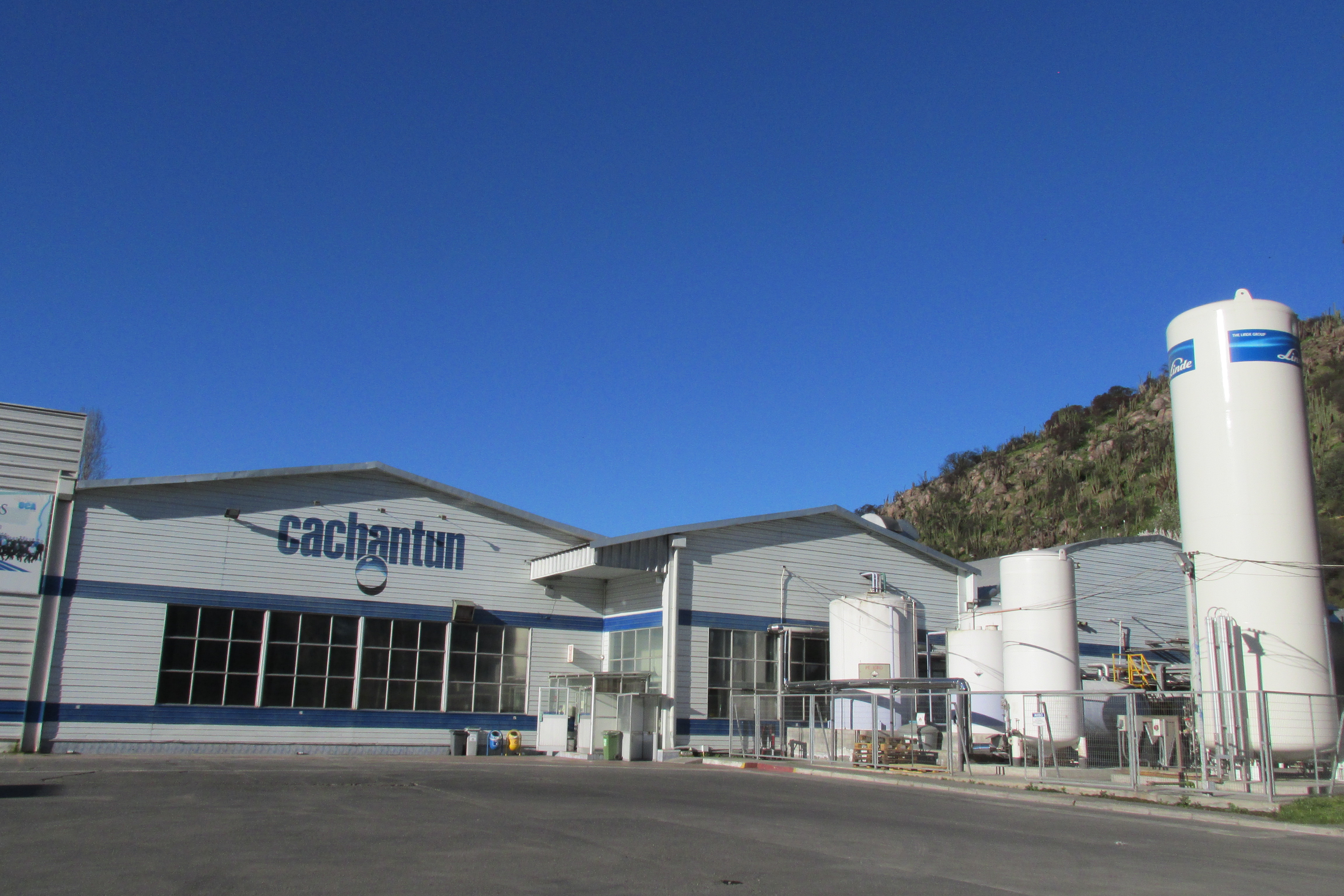
Planta de agua mineral en Cachantún, de la marca homónima.

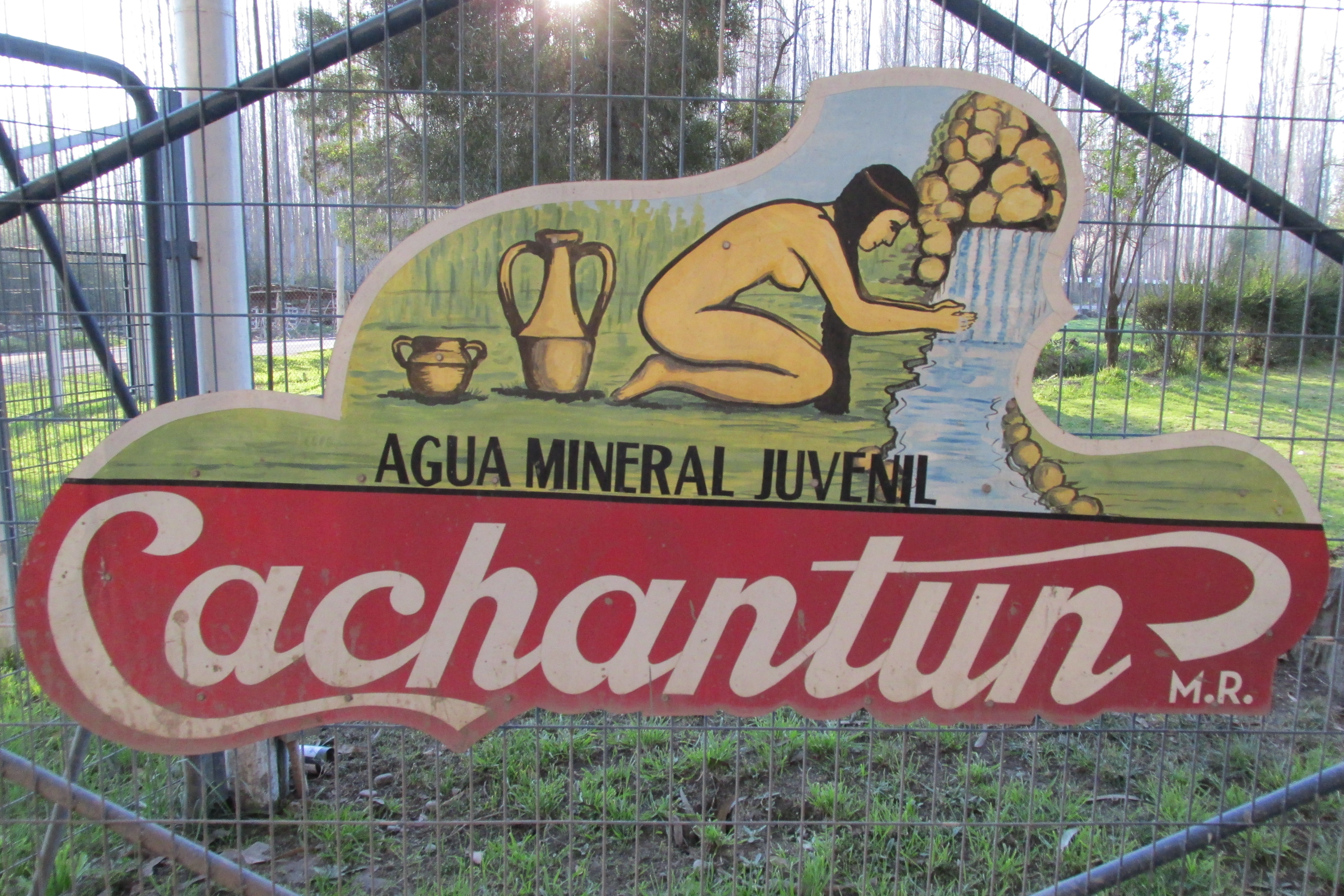
Primer logo de la marca Cachantún.

Cachantún (del mapudungún:  ‘del mapuche cad: mucho, por sobremanera y de antün: brillar el sol o como el sol; agua que por su gran claridad recuerda el brillar del sol’) es una empresa chilena ubicada en la localidad de Copequén perteneciente a la comuna de Coinco, Región de O'Higgins.
Es conocida por su fuente natural de agua mineral, la cual comenzó a ser utilizada por los picunches, y es embotellada desde 1920 en una planta ubicada en la localidad, bajo el nombre comercial de "Cachantún", y que actualmente es propiedad de la Compañía de las Cervecerías Unidas (CCU), empresa que la adquirió en 1960.